# Sheaderia bifida
Sheaderia bifida – gatunek widłonoga z rodziny Clausiidae; jedyny przedstawiciel rodzaju Sheaderia.
Gatunek i rodzaj opisał w 2013 roku międzynarodowy zespół biologów w składzie: Il-Hoi Kim, Andrej Sikorski, Myles O’Reilly i Geoff A. Boxshall. Skorupiaki te są pasożytami wieloszczetów z gatunku Euclymene oerstedii. Holotypową samicę pozyskano z nieznanego gospodarza złowionego w maju 1993 roku na głębokości 146 metrów w zatoce St. Magnus Bay na Szetlandach (60°23,44′N 1°33,84′W/60,390667 -1,564000); dwa paratypy (także samice) złowiono na Morzu Północnym. Nazwa rodzajowa upamiętnia dr. Martina Sheadera, który jako pierwszy znalazł tego widłonoga w Morzu Północnym i przesłał go do badań G.A. Boxshallowi.